# Arnaud Joyet
Pour les articles homonymes, voir Joyet.
Arnaud Joyet (né le 3 avril 1974 dans le  Var) est un chanteur, musicien, comédien et metteur en scène français. Il interprète le rôle de Stan dans la série Hero Corp. Il est également chanteur/clavier/guitariste du groupe Joyeux Urbains et bassiste du groupe Les Blérots de R.A.V.E.L. Il est le fils du chanteur Bernard Joyet.

## Biographie
Arnaud Joyet est un homme orchestre qui se partage depuis des années dans les domaines qu'il affectionne, tels que l'improvisation théâtrale, la musique, l'écriture et la mise en scène. Il travaille notamment sur :

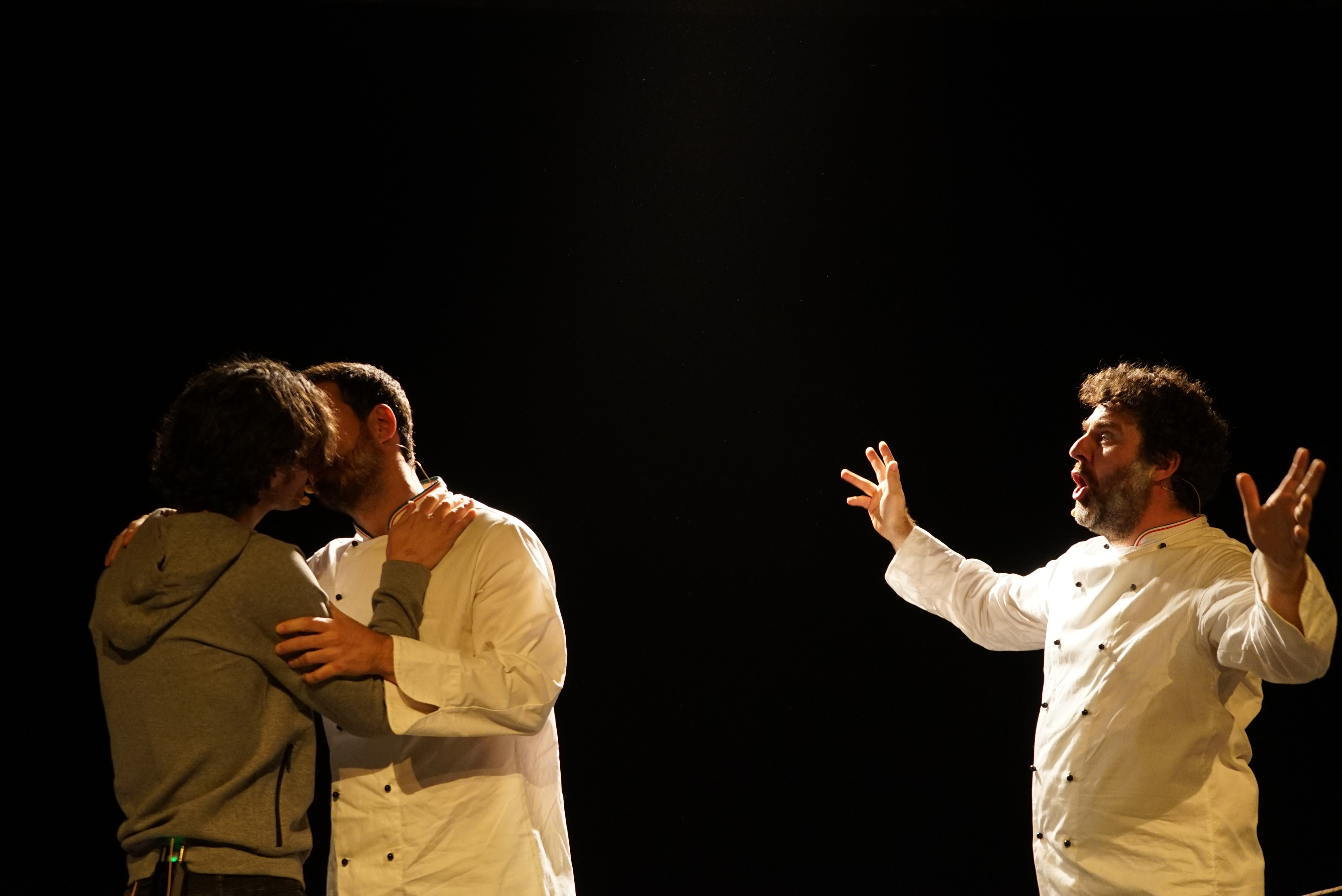
improvisation théâtrale en compagnie de Simon Astier.

- L'improvisation théâtrale : C'est le « jardin » d'Arnaud, il la pratique depuis des années et fait partie de Catch Impro, un spectacle dérivé du match d'improvisation théâtrale. L'improvisation fait toujours partie de ses activités même s'il reste plus discret sur ce thème. C'est d'ailleurs à l'occasion de match d'improvisation qu'il croisera la route d'Arnaud Tsamere[1] et Emmanuel Urbanet qu'il continue de côtoyer plus que régulièrement ;
- La musique : C'est donc lors d'un tournoi d'Improvisation Théâtrale du lycée de Trappes en 1991, qu'Arnaud va rencontrer Emmanuel Urbanet. Ils forment alors un groupe Joyeux Urbains. Ils sont rejoints par David Roquier et Mathieu Rieusset (qui, jouaient déjà avec Manu). Les Joyeux Urbains sont ainsi définitivement formés en 1994. Au sein du groupe, Arnaud chante, joue de divers instruments et compose. Mille concerts, 4 albums, et 15 ans plus tard, le 10 avril 2010, ils fêtent leur anniversaire à La Merise, à Trappes, scène où tout a commencé pour eux avec au programme : un mélange de leurs spectacles, avec la présence de l'ancien membre David Roquier, de musiciens additionnels, d'élèves du conservatoire de musique de Trappes, et d'invités surprises tels que Chloé Lacan, Thomas Le Saulnier, Oldelaf, Firmin Lepers, Kent et François Rollin ;
- L'écriture et la mise en scène : tout aussi discret sur ce sujet, Arnaud Joyet a mis en scène de nombreux spectacles, tels que :
  - Twist Yéyé des Jambons (2005),
  - Réflexion profondes sur pas mal de trucs, le 1er one man show d'Arnaud Tsamere qu'il coécrit (2005),
  - Les Femmes à Bretelles (2007),
  - Les Blérots de R.A.V.E.L., spectacle Timbré (2008),
  - Chose Promise, le 2e one man d'Arnaud Tsamere qu'ils coécrivent accompagnés de François Rollin (2008),
  - Folles Nuits Berbères, 7e et dernière édition des Folles Nuits Berbères (2009),
  - Les Blérots de R.A.V.E.L, spectacle Sauve qui peut (2010).

En ce qui concerne l'écriture, Arnaud maîtrise également cet exercice. Outre les textes des Joyeux Urbains, en 2006, il écrit également divers spots pour la météo sur Canal+  mais surtout coécrit les trois spectacles d'Arnaud Tsamere (les deux derniers, Chose Promise et Confidences sur pas mal de trucs plus ou moins confidentiels, étant écrits à six mains avec celles de François Rollin). C'est à l'issue du show case de Chose Promise qu'il est présenté à Simon Astier. Quelque temps plus tard, Simon lui propose d'écrire un épisode de la série qu'il a en préparation, Hero Corp. Par la suite, il se voit proposer le rôle de Stan. Arnaud participe activement à l'écriture de plusieurs épisodes des saisons 1 et 2, dans lesquelles il continue de jouer.
En 2011, il rejoint un groupe qu'il connaît bien puisqu'il les a fait découvrir en les invitant faire la première partie des Joyeux Urbains il y a de ça plus d'une dizaine d'années : Les Blérots de R.A.V.E.L.. Il devient leur bassiste.
Lors de la saison 2012/2013 il coanime trois spectacles nommés les "Joyet Cabaret" (lors desquels il déclare avoir d'abord pensé les appeler "Chouette Chanson Show"), avec dans l'ordre François Rollin, Arnaud Tsamère et Simon Astier. Lors de ces concerts, les invités chantent leurs propres chansons ainsi que des reprises, parfois seuls et parfois tous ensemble.

## Filmographie

### Acteur
- 2008-2017 : Hero Corp : Stan
- 2022 : Visitors : Carlos

### Scénariste
- 2008-2017 : Hero Corp
- 2013 : HC : Les Prémonitions de Kyle